# Вимал
Група компаній ВИМАЛ (анг. VIMAL) — група українських компаній харчової, сільськогосподарської та машинобудівної промисловостей. Найперше з групи, приватне багатопрофільне підприємство ВИМАЛ (ПБП "ВИМАЛ"), зареєстроване 17 вересня 1992 року, в селі Дроздівка Куликівського району Чернігівської області засновником групи компаній ВИМАЛ — Лазарем Віктором Леонідовичем. Незабаром до нього долучилися його рідні брати Лазар Микола Леонідович та Лазар Анатолій Леонідович, з перших літер імен яких, пішла назва підприємства — «ВИктор Микола Анатолій Лазарі» — ВИМАЛ.
До складу групи компаній ВИМАЛ входять: ПБП "ВИМАЛ", ФПБП "ВИМАЛ" БК "ВИМАЛСПЕЦБУД" та ПП "ВИМАЛ - АГРО". В структурі групи працює до 350 осіб.

## Історія
17 вересня 1992 році в с. Дроздівка Куликівського району Чернігівської області Віктором Лазарем було засновано приватне підприємство "ВИМАЛ".
Все починалося в дуже складний і важкий час, коли в Україні мав місце процес інфляції.
Перший операційний прибуток підприємство отримувало від торгових та експортно-імпортних операцій пов'язаних з машинобудівним та будівельним обладнанням, підприємство мало мінімальний штат й тільки починало своє становлення. Серед ринків діяльності були молоді пострадянські країни СССР — Білорусь, Литва, Росія, Казахстан. ПБП "ВИМАЛ" здобув свій, на той час, перший й постійний лозунг — «Краще втратити гроші, а ніж репутацію!». Саме тоді засновником групи компаній "ВИМАЛ", Лазарем Віктором, було прийнято рішення про запозичення коштів та вкладення їх у побудову виробництва картопляного крохмалю в Україні. Обладнання було придбано у Росії в інституті крохмалепродуктів. Після встановлення лінії виробництва в орендованому приміщенні, його продуктивність становила близько 5 тон готового крохмалю на добу. Це був перший приватний крохмальний завод на території незалежної України.

## Хронологія
- Влітку 1994 року було збудовано виробництво по переробці картоплі на картопляний крохмаль[7]. Запуск виробництва картопляного крохмалю відбувся у вересні 1994 року.
- В 1999 році, введено в експлуатацію цех для виробництва крохмалю з поліпшеними споживчими характеристиками — гелеутворюючі, фосфатні, ацетатні крохмалі та декстрини[7].
- У 2009 році компанія впровадила систему менеджменту якості та отримала сертифікат відповідності системи вимогам міжнародного стандарту ISO 9001:2009. Крім того, підприємство "ВИМАЛ" відповідає міжнародним нормам сертифікації HACCP[7][8].
- У 2012 році проведено повну модернізацію виробничої лінії. Встановлено обладнання від провідного світового виробника — шведської компанії Larsson. Це дозволило вийти на новий рівень якості продукції та збільшити виробничі потужності[8].
- У 2012 році ПБП "ВИМАЛ" відсвяткував своє 20-річчя[7].
- 2014 рік — єдине підприємство на території СНД, яке успішно експортує свою продукцію в країни Європейського Союзу[9].
- 2015 рік — найбільший експортер картопляного крохмалю в Україні, як за обсягами так і по географії[9].
- 2016 рік — налагоджено виробництво крохмалю найвищої якості, що відповідає нормам для фармацевтичного застосування[9].
- У 2017 році завершено будівництво нового крохмального заводу[10][11]. Свою першу продукцію — картопляний крохмаль, новий крохмальний завод виготовив у листопаді 2018 року[12].

## Досягнення та нагороди
- З нагоди дня підприємця 29 серпня 2003 року — ПБП "ВИМАЛ" нагороджено грамотою за вагомий внесок в економічний розвиток чернігівського регіону та України[13].
- У 2004 році Чернігівська регіональна торгово-промислова палата нагородила дипломом ПБП «ВИМАЛ» за участь у виставці «Продекспо — 2004»[13].
- У серпні 2011 року Куликівська районна рада нагородила дипломом ПБП "ВИМАЛ"[13] за участь у районному святі «Куликівські обжинки — 2011», присвяченого 20-річчю незалежності України[14].
- У вересні 2012 році колектив ПБП "ВИМАЛ" нагороджений почесною грамотою, від Чернігівської обласної ради, за вагомий внесок у соціально-економічний розвиток Чернігівської області та з нагоди 20-річчя створення підприємства[13][15].
- У 2013 році ПБП "ВИМАЛ" отримав диплом, за перемогу в номінації «Картопляний крохмаль», в рамках проведеного дня якості в м. Мінськ, Білорусь.[13].
- З 2014 року ПБП "ВИМАЛ" став авторизованим постачальником, картопляного крохмалю, компанії Nestle[16].
- 10 грудня 2014 році на семінарі, в національному університеті харчових технологій, відбулось нагородження ПБП "ВИМАЛ" дипломом, за зайняте перше місце в номінації «Картопляний крохмаль»[17].
- 10 листопада 2015 року — ПБП "ВИМАЛ" отримав диплом та пам'ятний знак, за зайняте перше місце в номінації «Картопляний крохмаль» сорт екстра, в рамках проведеного дня якості "Картоплепродукти — 2015 " в м. Мінськ, Білорусь[18][19].
- З 2016 року ПП "ВИМАЛ - АГРО" став членом Української асоціації виробників картоплі[20][21].
- 13 травня 2016 року в Києві, в Національній філармонії України, відбулася церемонія нагородження «Аграрна Еліта України», на якій ПБП "ВИМАЛ" отримав пам'ятний знак, у номінації «Вертикальна інтеграція»[22].
- У 2016 рік ПБП "ВИМАЛ" отримав диплом за зайняте перше місце в номінації «Крохмаль картопляний» сорт екстра[23].
- У вересні 2019 року, Чернігівська обласна державна адміністрація департаменту економічного розвитку, нагородила ПБП "ВИМАЛ" дипломом, за перемогу в обласному конкурсі — «Кращий товар Чернігівщини 2019», у номінації "Продовольчі товари" — крохмаль картопляний[24].
- У 2019 році ПБП "ВИМАЛ" увійшов до топ-10 кращих компаній, працюючих на всесвітньому ринку картопляного крохмалю, на найближчі 7-8 років[25][26].
- У 2020 році — картопляний крохмаль виробництва ПБП "ВИМАЛ" був відзначений та нагороджений, як найкращий продукт року в Білорусі.[27].

## Соціальна відповідальність
Компанія ВИМАЛ відповідально ставиться до впливу діяльності підприємства на навколишнє середовище. Бере активну участь в соціально-економічній діяльності громади міста, області та району.
Залучає до стажування та виробничої практики учнів професійно-технічних закладів та студентів вищих навчальних закладів профільних напрямів: харчова промисловість, машинобудування, металообробка, будівництво, автомобільний транспорт, менеджмент організацій.
Компанія допомагає реалізувати свій потенціал кращим учням та студентам.
ВИМАЛ відповідально ставиться до проведення профорієнтаційної роботи серед учнів середніх навчальних закладів, проведення екскурсії на базі виробничих потужностей, участь у профорієнтаційних заходах, що проводять навчальні заклади, активна участь у різноманітних ярмарках професій у Чернігові та області. ВИМАЛ активно веде громадську діяльність: компанія є одним із засновників та активних членів Чернігівської обласної організації роботодавців «Сіверщина», діяльність якої направлена на захист інтересів та прав роботодавців, пропаганду серед них принципів соціально відповідального бізнесу; участь у тристоронніх діалогах професійних спілок, роботодавців та влади для поліпшення умов праці, соціальної справедливості та забезпечення гідного життя людини та праці. Проявом відповідального ставлення ВИМАЛу до суспільства — є благодійна діяльність, яка полягає в фінансовій та технічній підтримці місцевих територіальних громад розвитку інфраструктури населених пунктів. З самого початку бойових дій на сході України постійно надається підтримка Збройним силам України — як матеріально-технічна, так і фінансова. Вагомою для місцевих жителів є безоплатна передача їм кормів та добрив — продуктів переробки картоплі.
Пропагуючи та особисто підтримуючи ідеї здорового способу життя, ПБП "ВИМАЛ" є генеральним спонсором регіональної футбольної команди «Вимал-Агро с. Виблі».

## Керівництво
- Директор ПБП "ВИМАЛ" — Самоненко Сергій Васильович[39].
- Директор ПП "ВИМАЛ - АГРО" — Лазар Олександр Вікторович[40].
- Директор ФПБП "ВИМАЛ" БК "ВИМАЛСПЕЦБУД" — Лазар Віктор Леонідович[41].

## ФПБП "ВИМАЛ" БК "ВИМАЛСПЕЦБУД"
2 липня 2008 році Лазар Віктор засновує будівельну компанію, яка є філією ПБП "ВИМАЛ" — БК "ВИМАЛСПЕЦБУД". У серпні 2008 року підприємство випускає свою першу продукцію — бетонні суміші та фундаментні блоки. Восени 2008 року налагоджений випуск виробів з металу, а в серпні 2009 року запущено виробництво плит паркану П6В і фундаментів паркану ФО-2. Восени 2012 року успішно завершено будівництво автосалону Чернігівській області («МАГР-АВТО»). 
БК "ВИМАЛСПЕЦБУД" — підприємство, що спеціалізується на будівництві промислових об'єктів, проведенні комунікацій і виготовленні обладнання для переробної промисловості: транспортерів, шнеків, землевідділювачів, миючого обладнання, гідроциклонних установок тощо. Підприємство має розвинену технологічну інфраструктуру, бетонний завод, цех металоконструкцій, будівельну, підйомну та екскаваторну техніку.

## Дочірнє підприємство ПП "ВИМАЛ - АГРО"
В 2004 році у ПБП "ВИМАЛ" виникла потреба у високоякісній сировині для переробки на крохмаль. Тому було створено дочірнє підприємство "ВИМАЛ - АГРО", стратегічною метою якого, було вирощування сортів картоплі з високим вмістом крохмалю для подальшої переробки. Підприємство починалося з 3 чоловік та 75 гектарів землі. Зараз "ВИМАЛ-АГРО" - це підприємство, яким керує старший син Віктора Лазара — Лазар Олександр Вікторович ПП "ВИМАЛ - АГРО" обробляє 2500 гектарів землі і є одним з найбільших в регіоні сільськогосподарських підприємств.
ПП "ВИМАЛ - АГРО" вирощує:
- картоплю харчових сортів для споживання населенням;
- картоплю технічних сортів з властивостями, необхідними для власного картоплепереробного заводу[50];
- насіннєву картоплю елітних та високих репродукцій[51];
- зернові культури: пшеницю, просо, жито, ячмінь пивоварний[47];

На підприємстві побудовані сучасні картоплесховища та зерносховища, зерносушильне обладнання.

## Критика
Через аномальну спеку, у червні 2019 року, жителі одного з мікрорайонів м. Чернігова, відчували неприємний запах, зі ставків-накопичувачів тимчасового зберігання картопляного соку заводу "ВИМАЛ". Була створена комісія при Чернігівській міській раді, з питань техногенно-екологічної безпеки, в результаті обстежень якої, значних порушень не було виявлено. Виявлені порушення були ліквідовані підприємством. Керівництво та засновник ПБП "ВИМАЛ" Віктор Лазар принесли свої публічні вибачення за наданий тимчасовий дискомфорт для містян.

### Відео
- Таймлапс будівництва крохмального заводу ВИМАЛ [Архівовано 28 червня 2020 у Wayback Machine.]
- День поля 2018 ВИМАЛ-АГРО [Архівовано 12 серпня 2020 у Wayback Machine.]
- ВИМАЛ у бізнес фестивалі «Разом до успіху» [Архівовано 1 липня 2020 у Wayback Machine.]
- Картопляний Клондайк ВИМАЛ [Архівовано 28 червня 2020 у Wayback Machine.]